# エスパードリーム
『エスパードリーム』 (ESPER DREAM) は、1987年2月20日にコナミから発売されたファミリーコンピュータ ディスクシステム用のアクションRPG。音楽は山下絹代が担当している。
当時、ファミコン用のRPGやアクションRPGは剣と魔法の世界が主流だったが、エスパー（超能力者）というSFタッチの主人公が童話的なメルヘン世界に赴くという独特の世界観を持っている。ゲーム内容は主人公を操作し、邪悪なナルシス族の長ギーラ・サウザンを倒し、誘拐された村長の娘アリスを救出する事を目的としている。
2007年2月1日より、コナミデジタルエンタテインメントが提供する携帯電話向け有料サイト「コナミネットDX」にて、『コナミ名作シリーズ』の第11弾としてiアプリとしても配信が開始された（FOMA90xシリーズ専用）。同年10月2日には、Wiiのバーチャルコンソールソフトとしても配信され、2013年7月10日にはニンテンドー3DSの、2015年7月22日にはWii Uのバーチャルコンソールでも、それぞれ配信された。また、携帯電話版は後にS!アプリやEZアプリとしても配信されている。
ディスクシステム版はゲーム誌『ファミコン通信』の「クロスレビュー」にて、シルバー殿堂入りを獲得した。
その他、後に続編となるファミリーコンピュータ用ソフト『エスパードリーム2 新たなる戦い』（1992年）が発売された。

## ゲーム内容

### システム
画面は世界を上から見下ろしたトップビューでいくつかの「村」と「ワールド」からなっている。
村では住人と話をして情報を得たり、お店で買い物をしたり、セーブができるようになっている。ワールドには敵が出現し、どこかにその世界を治めるボスが存在しており、これを倒すのが目的。敵は猫の足跡のようなシンボルで表現されており、これに接触すると戦闘画面になる。戦闘はアクション戦闘になっており、Aボタンで銃による攻撃を行う。Bボタンでは超能力を使うことができる。フィールド上の(針の砂場)トゲの上を歩くとダメージを受け、そこで敵と遭遇すると戦闘画面のフィールドもトゲが発生し、苦戦を強いられる。
パラメータにはHP、EPがある。HP（ヒットポイント）は主人公の生命で、敵の攻撃を受けると減少、0になるとミスとなり、経験値、ゴールドが減少して再開となる。EP（エスパーポイント）は超能力の使用可能な数値。超能力を使うと減少する。
敵を倒すと経験値を得ることができ、ある程度たまるとレベルアップし、HPやEPが成長する。G（ゴールド）はお金。村での買い物に必要。
街で情報収集し、アイテムを集め、ボスを倒し、謎を解くのが目的。

### 超能力
エスパービーム
超能力でビームを作り出し、それを飛ばして攻撃する。波のようなアイコンで表示される。
エスパーライト
超能力で発光現象をおこす。光が当たらず、真っ暗な場所で便利。電球のようなアイコンで表示される。
テレポート
ダンジョンで使用した場合はダンジョンの外へ、ワールドで使用した場合は村へと瞬間移動する。ドアのようなアイコンで表示される。
バリア
バリアを張って暫くの間、敵の攻撃を受け付けなくなる。人の周囲に膜が張られたようなアイコンで表示される。
パワーリペア
HPを一定量回復させる。おにぎりを２つ重ねて並べたアイコンで表示される。
タイムストップ
超能力で時間を止める。戦闘中に敵の動きを暫く封じる。時計のアイコンで表示される。
エスパーフラッシュ
超能力で画面全体を攻撃する。稲妻のアイコンで表示される。

## 設定

### ストーリー
美しい世界のある平和なレンガ村が、邪悪なナルシス族に急襲された。ナルシス族の長ギーラ・サウザンは、部下の魔女ゲルゾニアに村の実力者、村長の娘アリスを誘拐させ、娘と引きかえに村を譲渡するよう要求する。自分の娘のために村人全員を犠牲にできない村長は村一番の物知りであるスコットおじさんに相談、スコットおじさんは「時間と宇宙を越えた別の世界に、超能力を持つ少年がいる。彼ならアリスを救出できるであろう」と述べた。そしてアリスの妹ロッティが村長の使いの者として、世界に一人だけの超能力少年である主人公のところへ来たのであった。

### ステージ構成
ステージは全てランダム構成となっている。ジャイアントハウス以外の各ステージには地下迷宮、かくし村が存在する。
ワールド1 ジャイアントハウス
巨大な家がワールドになっている。テーブルの上にはパンやスープ、本などが並んでいる。パソコンのモニターに入ることでICチップが並んだダンジョンに入ることができる。ボスはフラウア。
ワールド2 光の草原
木々が立ち並び、河が流れる緑あふれる草原。ボスはパーゴラ。
ワールド3 クリスタルキャッスル
星空に浮かぶ、全てがクリスタルで出来た城。ボスはゲルゾニア。
ワールド4 遺跡の沼
古代の遺跡がある沼地。ボスはツターメン。
ワールド5 チェスコロニー
チェスの盤面のような市松模様の床が青空に浮かぶ不思議な空間。チェスの駒の姿をした敵が出現する。ボスはギーラ・サウザン。

## 登場人物
主人公
世界でたった一人のエスパー。本を読んでいるところを異世界からやってきた少女ロッティに導かれ、ナルシス族と戦うことになる。主人公はプレイヤー自身が名前をつけることができる。
ロッティ
レンガ村の村長の次女。主人公を本の世界に導く。
アリス
レンガ村の村長の長女。ナルシス族に拉致され、どこかに幽閉されている。

## 移植版
| No. | タイトル         | 発売日        | 対応機種                 | 開発元 | 発売元 | メディア                              | 型式 | 備考 |
| --- | ---------------- | ------------- | ------------------------ | ------ | ------ | ------------------------------------- | ---- | ---- |
| 1   | エスパードリーム | 2007年2月1日  | 703以降/90x （iアプリ）  | KDE    | KDE    | ダウンロード （コナミネットDX）       | -    |      |
| 2   | エスパードリーム | 2007年10月2日 | Wii                      | KDE    | KDE    | ダウンロード （バーチャルコンソール） | -    |      |
| 3   | エスパードリーム | 2008年7月16日 | 3GC （S!アプリ）         | KDE    | KDE    | ダウンロード （コナミネットDX）       | -    |      |
| 4   | エスパードリーム | 2008年8月7日  | BREW3.1/4.0 （EZアプリ） | KDE    | KDE    | ダウンロード （コナミネットDX）       | -    |      |
| 5   | エスパードリーム | 2013年7月10日 | ニンテンドー3DS          | KDE    | KDE    | ダウンロード （バーチャルコンソール） | -    |      |
| 6   | エスパードリーム | 2015年7月22日 | Wii U                    | KDE    | KDE    | ダウンロード （バーチャルコンソール） | -    |      |

## 音楽
作曲者は山下絹代。サウンドトラックCD『エスパードリーム めもりあるべすと』が1992年8月にキングレコードより発売（型番KICA-7603）されており、エスパードリーム2と同時収録されている。

## スタッフ
- ゲーム・デザイン：WINDY HITOMI（風仁美）
- プログラム：GARAKUTA SHINJI（きたもとしんじ）、HAPPY SATOSHI（岸和田聡）
- キャラクター・デザイン：PRETTY MIYUKI
- 音楽：CHARMING YAMAKO（山下絹代）
- アシスタント：RUSHER SHINYA（坂元信也）、MONGOL TOMOKO（炭山智子）、ULTRA NAKAOKA
- ビジュアル・デザイン：霜出健治、KUTSUSHITA MARI（きのしたまり）

## 評価
- ゲーム誌『ファミコン通信』のクロスレビューでは合計30点（満40点）でシルバー殿堂入りを獲得している[8]。

- ゲーム誌『ファミリーコンピュータMagazine』の読者投票による「ゲーム通信簿」での評価は以下の通りとなっており、18.28点（満25点）となっている[9]。

| 項目 | キャラクタ | 音楽 | 操作性 | 熱中度 | お買得度 | オリジナリティ | 総合  |
| 得点 | 3.87       | 3.73 | 3.53   | 3.73   | -        | 3.42           | 18.28 |

- ゲーム誌『ユーゲー』では、コナミのFC作品で初のレベルアップ制を導入したRPGである事を指摘し、「普通にプレイすると適度に難しく、時間をかけてレベルアップすれば技量を補える救済措置が両立されていて、幅広い層に人気があった」と難易度、ゲームシステムに関して肯定的に評価している[10]。